# Kostel svatého Martina (Rohle)
Kostel svatého Martina  v Rohli je raně empírovou stavbou z let 1802-1803. V roce 1964 byl zapsán na seznam kulturních památek. Ke kostelu patří sousoší Kalvárie z roku 1808 a socha sv. Floriána z první třetiny19. století.

## Historie
Farní kostel v Rohli se připomíná již v polovině  14. století. Kostel dal vystavět kníže Lichtenštejn místo již nevyhovujícího kostela, který stál opodál. Výstavba probíhala v letech 1802–1803.
V letech 1797–1862 na rohelské farnosti působil páter František Letfus, který byl na svou vlastní žádost pohřben  pod chodníkem u vstupu do kostela. 

## Popis

### Exteriér
Stavba půdorysu kříže s pravoúhlým kněžištěm. Na jižní a severní straně kněžiště jsou nízké přístavky s pultovou střechou. Pod přístřeškem na severní straně se nachází socha anděla. V průčelí je vchod s kamenným ostěním a římsou s letopočtem 1803. Nad vchodem je kruhové okno a kamenný lichtenštejnský znak a nad ním štít ve tvaru trojúhelníku. Nad průčelím je přistavěna věž s hodinami, zakončená cibulí s makovicí a křížem. 
V blízkosti kostela se nacházejí dvě chráněné památky (byly restaurovány v roce 2004)
- sousoší Kalvárie – kamenická práce z roku 1808 ze střednězrnného pískovce světle šedé barvy
- socha svatého Floriána – kamenická práce z první třetiny 19. století

### Interiér
Loď je čtvercového půdorysu, zaklenutá křížovou klenbou. Po stranách jsou dvě mělké kaple zaklenuté valeně. Okna jsou půlkruhového tvaru. Na západní straně lodi je vestavěna kruchta nesená dvěma pilíři. Z presbytáře vedou dva kamenné portály do sakristie. Ve středu lodi jsou proraženy  vchody na jižní a severní straně. 
Kostel má 3 zvony, nejstarší je z roku 1540. Varhany z dílny bratří Braunerů z Uničova byly pořízeny roku 1896 a dochovaly se v nezměněné podobě. Jejich poslední generální oprava byla provedena v roce 2012. Kostel je vymalován ornamentálně s figurami v medailonech z roku 1804. Zajímavá je klasicistní křtitelnice z počátku 19. století. Autorem obrazů křížové cesty z roku 1821 je Michal Jan z Rýmařova.